# After the fire (album)
Aftre the fire är det brittiska vit maktbandet Skrewdrivers femte studioalbum, släppt 1988 på den tyska labeln Rock-O-Rama Records.
Alla låtar är skrivna av Ian Stuart Donaldson, förutom Sweet home Alabama och Green fields of France första är skriven av Lynyrd Skynyrd och andra är skriven av Eric Bogle

## Låtlista
Lista över alla låtar i albumet med namn översatta till svenska
1. After the fire (Efter elden)
2. Mean streets (Taskiga gator)
3. Win or die (Vinn eller dö)
4. Land of ice (Land av is)
5. Eyes full of rage (Ögon fyllda med ilska)
6. As life bleeds away (När livet blöder bort)
7. 46 years (46 år)
8. European dream (Europeisk dröm)
9. Retaliate (Slå tillbaks)
10. A time of change (Tid av förändring)
11. Sweet home Alabama (Ljuva hemmet Alabama)
12. Green fields of France (Gröna fälten av Frankrike)

## Medverkande
- Ian Stuart - sång
- John Burnley - trummor
- Ross McGarry - gitarr
- Martin Cross - gitarr
- Merv Shields - bas